# イオン琉球
- イオングループ > イオン琉球
- イオングループ > マックスバリュ > イオン琉球

イオン琉球株式会社（イオンりゅうきゅう、英: AEON RYUKYU Co., Ltd.）は、沖縄県島尻郡南風原町に本社を置く、イオングループの企業である。沖縄県において総合スーパー（GMS）やスーパーマーケット（SM）の「イオン（旧・ジャスコ）」、「マックスバリュ」、「ザ・ビッグ」、「イオンドラッグ」などを展開する。沖縄県の小売業ではサンエーに次ぐ2位の売上高である。

## 概要
1999年（平成11年）8月に、沖縄県においてスーパーマーケット（SM）事業を運営するプリマート（2代目）と、総合スーパー（GMS）事業を運営するイオングループの沖縄ジャスコが合併し、琉球ジャスコに改称した。
2011年（平成23年）3月、全国のイオングループの総合スーパーの店舗ブランドが「イオン」に統一されるのに追随し、同社も店舗名称を「ジャスコ」から「イオン」に変更した。また、その時点では社名の変更などの発表はなかったが、2011年5月18日の決算記者会見において、2011年5月21日付けで社名を琉球ジャスコ株式会社からイオン琉球株式会社へと社名を変更することが発表された。
なお、2000年代初頭の計画では本州の地域子会社同様、2010年頃までに（九州ジャスコ（当時）も含め）イオン本体への統合も模索した時期があったが、地域密着の方針に転換したことで統合の計画は立ち消えとなり、現在に至る。

## 沿革
- 1975年（昭和50年）
  - 3月1日 - 千葉県で店舗展開していたプリマート（初代）の関連会社として、株式会社プリマート沖縄設立。
  - 5月18日 - プリマートの1号店となる牧港店を浦添市に開店。
- 1978年（昭和53年）9月 - 初代プリマート（千葉県）が同年1月にマルエツに吸収合併されたのに伴い、プリマート沖縄が「（2代目）プリマート」に社名変更。
- 1990年（平成2年）12月17日 - プリマートとの合弁で沖縄ジャスコ株式会社が設立[要出典]。
- 1993年（平成5年）11月12日 - 沖縄ジャスコのGMS1号店となる「ジャスコ那覇店」（イオン那覇ショッピングセンターの核店舗）を那覇市金城に開店。
- 1998年（平成10年）
  - 11月6日 - 北谷町美浜に「イオン北谷ショッピングセンター」と核店舗である「ジャスコ北谷店」が開店。
  - 11月23日 - 沖縄ジャスコのSM1号店となる「マックスバリュー安謝店」を那覇市安謝に開店。
- 1999年（平成11年）8月21日 - 株式会社プリマートが沖縄ジャスコ株式会社を吸収合併し、琉球ジャスコ株式会社に商号変更。その後も一部店舗では暫く「プリマート」は存続していたが、段階的に「マックスバリュ」へ転換、あるいは別企業へ譲渡された。
- 2000年（平成12年）11月24日 - 具志川市（現・うるま市）前原に「イオン具志川ショッピングセンター」と核店舗である「ジャスコ具志川店」が開店。
- 2003年（平成14年）3月22日 - 名護市名護に「イオン名護ショッピングセンター」と核店舗である「ジャスコ名護店」が開店。
- 2004年（平成15年）5月28日 - 南風原町宮平に「イオン南風原ショッピングセンター」と核店舗である「ジャスコ南風原店」が開店。
- 2007年（平成19年）
  - 9月1日 - 沖縄県内の小売店舗では初となるレジ袋有料化実験をマックスバリュ新都心めかる店で開始[5]。
  - 11月19日 - ネットショップ「琉ジャス・イー・セレクト」を開設。
- 2008年（平成20年）
  - 1月22日 - 沖縄県内では初の無脂肪牛乳「トップバリュ 無脂肪牛乳」を発売（沖縄県以外の地域では「トップバリュ ヘルシーアイ」の商品として既に発売）。
  - 2月23日 - 沖縄県内初のエコストアである「マックスバリュ八重瀬店」をオープン[6]。
  - 3月1日 - 沖縄県内のジャスコ・マックスバリュ全店でイオングループの電子マネー「WAON」を導入。
  - 4月25日 - 沖縄県内最大規模のエコストア「イオンタウン読谷ショッピングセンター（マックスバリュ読谷店）」をオープン。
  - 6月6日 - ジャスコ南風原店（現・イオン南風原店）の食品売場に県内では初となるセルフレジを導入。同年7月10日にはジャスコ那覇店（現・イオン那覇店）の食品売場にも導入。
  - 7月18日 - 「マックスバリュ西原さわふじ店」を同社初のフードディスカウント店舗に業種転換し、「ザ ビッグ西原店」としてリニューアルオープン[注 2]。
  - 10月1日 - 沖縄県内のジャスコ、マックスバリュ、ザ ビッグ全店の直営食品売場でのレジ袋の無料配布を中止。これに伴い、「買物袋スタンプカード」の発行・押印は9月30日をもって終了した。
  - 10月4日 - 野嵩商会・コープおきなわと共同開発したオリジナルパン「純工房（Juncobo）」を沖縄県内のジャスコ・マックスバリュ並びにフレッシュプラザ ユニオン・生活協同組合コープおきなわの店舗で発売（ザ ビッグ西原店では取り扱わない）。
  - 11月1日 - 他のイオングループの店舗では既に導入していたペットボトルキャップのリサイクル回収を開始。
- 2009年（平成21年）
  - 5月21日 - 我那覇畜産と共同で琉美豚、やんばるしま豚に2円のMESHサポート支援金を付加。
  - 6月1日 - マックスバリュの一部店舗にて一般用医薬品（第1類医薬品を除く）の販売を開始。
  - 11月21日 - マックスバリュ宮古南店を拡張し、宮古島初のエコストアとなる「イオンタウン宮古南ショッピングセンター」をオープン。
- 2010年（平成22年）
  - 2月21日 - 宜野湾市にあるはにんす宜野湾の核店舗として、マックスバリュはにんす宜野湾店をオープン。当社では初となる他社が運営・開発するショッピングセンターへの出店となった[注 3]。
  - 6月6日 - ジャスコ那覇店（現・イオン那覇店）にて那覇市・南風原町の証明書自動交付機を設置、並びに全国でも初となる公共施設使用料金収納サービス（那覇市のみ）を開始[7]。
  - 6月25日 - ジャスコ那覇店（現・イオン那覇店）にて県内の小売業では初となるネットスーパーを開始[8][9]。
  - 8月4日 - ネットスーパー業務委託先からのクレジット情報流出を発表。それに伴い、7月31日に「琉ジャスネットスーパー」を一時閉鎖[10][11]。
  - 9月22日 - ネットスーパー再開。同時に、セキュリティシステムをイオングループにて個人情報を管理するシステムに変更[12][13]。
  - 11月23日 - 沖縄本島内のエコストアでは、初の壁面緑化実施店舗となる「イオンタウン武富ショッピングセンター」をオープン。
- 2011年（平成23年）
  - 3月1日 - 沖縄県内の「ジャスコ」全店舗を「イオン」へ屋号変更[14]。
  - 5月21日 - 社名を琉球ジャスコ株式会社からイオン琉球株式会社へと社名を変更。
  - 7月22日 - イオン琉球全店、ならびに専門店街（一部除く）の316店舗で電子マネー「SUGOCA」を導入。SUGOCA、並びに相互利用可能な電子マネーでのショッピングサービスを開始。イオン直営レジでは入金も可能。[15]。
  - 9月7日 - 「イオンネットスーパー」をイオン南風原店・イオン具志川店でも開始。これにより、当社のネットスーパーが沖縄本島中部でも開始されることとなる[16]。
- 2012年（平成24年）6月5日 - イオン南風原店での「イオンネットスーパー」の宅配エリアを沖縄本島内全域及び久米島町全域に拡大[17]。
- 2013年（平成25年）3月1日 - 沖縄県内の「イオン」全店舗で「イオンスクエアかざすサービス」の展開を開始[18]。
- 2014年（平成26年）
  - 1月16日 - イオン具志川店での「イオンネットスーパー」の宅配エリアを国頭郡伊江村及び島尻郡伊是名村・伊平屋村全域に拡大[19]。
  - 3月8日 - マックスバリュやいま店にベーカリーコーナー「マックスベーカリー」とセルフカフェコーナー「イオンドリップ」を同社店舗で初導入[20]。
- 2016年（平成28年）5月14日 - 「マックスバリュ松山店」をオープン。海抜地域である那覇市の松山・若狭地区に新設された津波避難拠点「那覇市津波避難ビル」の1階に入居する店舗である[21]。

- 2017年（平成29年）

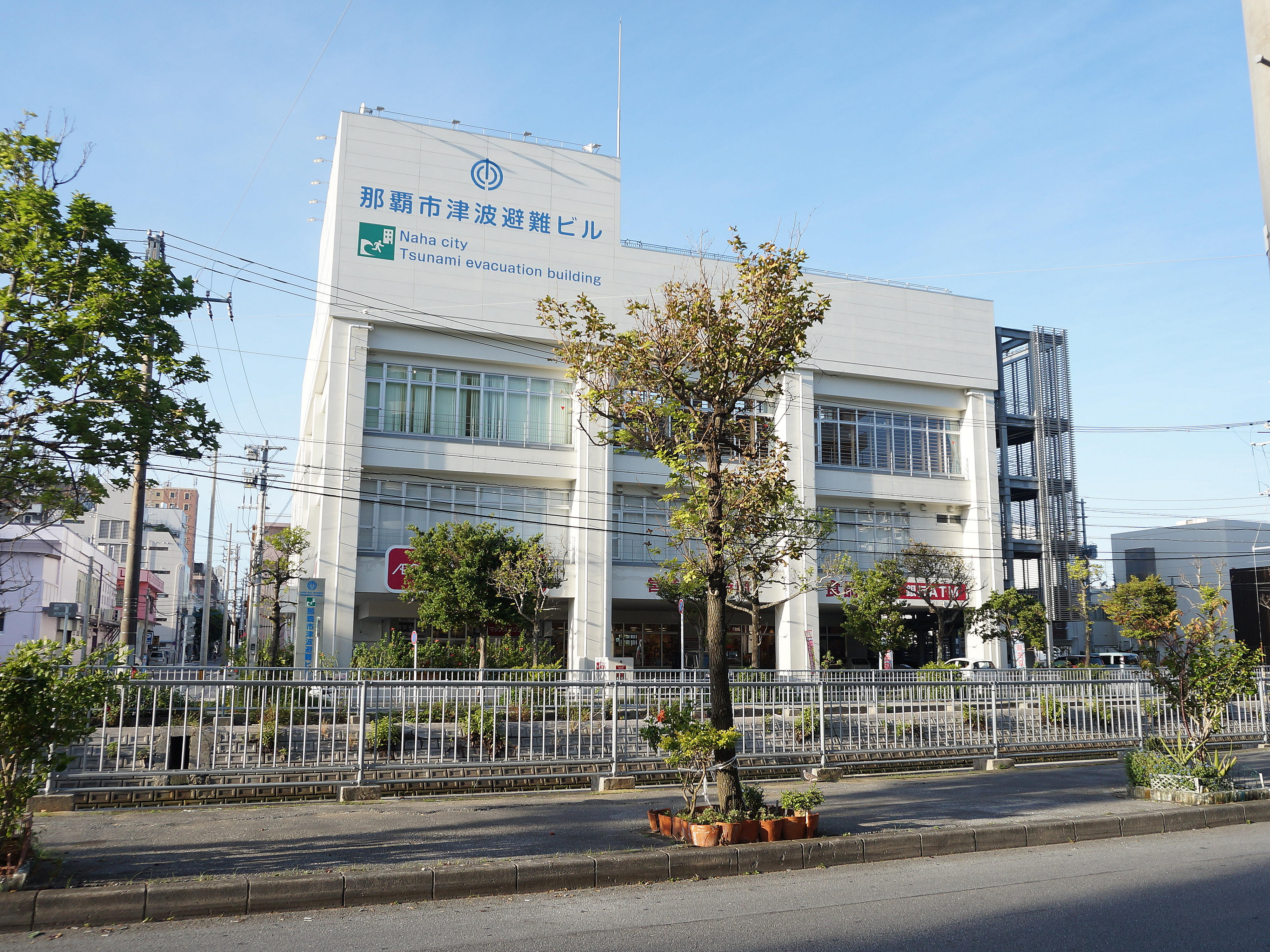
那覇市津波避難ビル

  - 1月25日 - 「イオンネットスーパー」をマックスバリュ宮古西里店でも開始。これにより、当社の「イオンネットスーパー」の宅配エリアが宮古島の一部地区（宮古島市の平良久貝、平良下里、平良西里、平良東仲宗根地区）にも拡大し、同時に、同店で購入した商品を自宅へ即日配達する「お買い物らくらく宅配便」も開始[22]。
  - 6月5日 - 公共料金収納代行サービスを沖縄県内のイオン・マックスバリュ全店舗に拡大してサービスを開始[23][注 4]。
  - 11月24日 - オープン型宅配便ロッカー「PUDOステーション」を沖縄県で初めて設置[24]。
  - 12月9日 - 「ザ・ビッグエクスプレスつかざん店」をオープン。同社が運営する「ザ・ビッグ」では業態転換以外で初の新規店舗となる[25]。
- 2018年（平成30年）
  - 4月7日 - ドラッグストア業態「イオンドラッグ」を立ち上げ、1号店となる豊見城店をオープン[26]。
  - 9月1日 - 「イオンネットスーパー」をイオン北谷店でも開始[27]。
- 2019年（令和元年）7月27日 - 「イオンドラッグ牧志店」をオープン。同社初の「マックスバリュ」内に同居する店舗となる[28]。
- 2020年（令和2年）
  - 4月1日 - 「イオンネットスーパー」をマックスバリュやいま店で開始。これにより、当社の「イオンネットスーパー」の宅配エリアが石垣島の一部地区（石垣市の美崎町、浜崎町、新栄町、登野城地区、大川地区、石垣地区、新川地区）にも拡大[29]。
  - 6月1日 - マックスバリュやいま店での「イオンネットスーパー」の宅配エリアを石垣市の大浜地区、真栄里地区、平得地区に拡大[30]。
  - 6月19日 - 大和情報サービスが運営する「イーアス沖縄豊崎」の核店舗として「イオンスタイル豊崎」をオープン（同店舗のオープンにより、日本国内の「イオン」における最南端・最西端の店舗となる）[31]。
  - 7月1日 - マックスバリュやいま店での「イオンネットスーパー」の宅配エリアを小浜島・竹富島へ拡大（配送曜日の関係上、竹富島では翌7月2日より開始）[32]。
  - 8月14日 - マックスバリュやいま店での「イオンネットスーパー」の宅配エリアを西表島の大原・上原地区へ拡大[33]。
  - 9月24日 - マックスバリュやいま店での「イオンネットスーパー」において、竹富島での冷凍商品及び小浜島・西表島での冷蔵・冷凍商品の配送が可能となる[34]。
- 2021年（令和3年）
  - 3月14日 - 「イオンネットスーパー」をイオン名護店で開始。これにより、当社の「イオンネットスーパー」の宅配エリアが沖縄本島北部（名護市の市街地と西部・今帰仁村・本部町・恩納村北部）にも拡大[35]。
  - 8月2日 - 「イオンタウン読谷座喜味」にクリニック棟が新設され、当社初となる単独店舗の調剤薬局「イオン薬局座喜味店」をオープン[36]。
- 2022年（令和4年）
  - 4月2日 - 伊是名村・伊平屋村の「イオンネットスーパー」取扱店舗をイオン具志川店からイオン名護店へ切り替えたことにより、即日配送が可能となる[37]。
  - 7月30日 - グループ会社でコンビニエンスストアを運営するミニストップの看板商品であるソフトクリームをイオン北谷店とマックスバリュ2店舗（やいま店・宮古南店）の3店舗で販売開始（沖縄県では「ミニストップ」が未展開のため、沖縄県初上陸となる。イオン北谷店では、バニラに加え、静岡クラウンメロンソフトとミックス(静岡クラウンメロンソフト×バニラ)も扱う）[38]。
  - 9月14日 - 沖縄科学技術大学院大学（OIST）のキャンパス内に「イオンOIST店」をオープン。
  - 10月20日 - オフィス向け無人キャッシュレス店舗サービスの展開を開始し、第1号として那覇中央郵便局内に出店[39]。
  - 11月1日 - 既に他のグループ会社で展開しているスマートフォン（店舗に設置の貸出用スマートフォン又は予め専用アプリをダウンロードした自身のスマートフォン）のカメラでバーコードをスキャンし、会計時に専用レジの二次元バーコードを読み取るだけで買物データが連携され、決済方法を選択するだけで会計が完了するレジシステム「どこでもレジ レジゴー」を展開開始し、沖縄県1号店としてマックスバリュ一日橋店へ導入[40]。
- 2023年（令和5年）1月30日 - 天翔物産株式会社が全国のイオングループ各店で展開している中華総菜ブランド「第一楼」が沖縄県へ初上陸し、当社運営の「ザ・ビッグ」（エクスプレス名護店・エクスプレスもとぶ店を除く7店舗）での展開を開始（エクスプレス佐敷店は1月28日に先行オープン。同店内にセンター厨房を構え、1日2回他の6店舗へ保冷車で配送する形態となっている）[41]
- 2024年（令和6年）
  - 9月27日 - 浦添市に「イオンスタイルてだこ浦西駅前」をオープン。当社運営の「イオンスタイル」で初の路面店で且つ平屋建ての店舗となる[42]。
  - 10月19日 - 沖縄市のショッパーズ泡瀬跡地に「イオンスタイルひやごん」をオープン[43]。
- 2025年（令和7年）
  - 2月28日 - 「プリマート」を前身とする店舗の一つであった「マックスバリュ一日橋店」が店舗建て替えに伴い閉店。

## 店舗
詳細は 公式サイト を参照。

### ショッピングセンター

#### イオンショッピングセンター
イオングループが展開するコミュニティ型ショッピングセンター（CSC）に属する形態の店舗。イオン琉球では5店舗を展開しており、同社のGMSであるイオンが核店舗となっている。GMSのほか、ファッションや飲食店、家電量販店などの大型の専門店が多数入居する。

#### イオンタウン
イオングループが都市近郊や郊外地域で展開しているネイバーフッド型ショッピングセンター（NSC）の店舗。イオン琉球では12店舗を展開しており、核店舗として同社が運営するスーパーマーケットである「マックスバリュ」が入居する。
なお、「イオンタウン南城大里店」のみ同社ではなく、イオンタウン株式会社が運営している。

### 総合スーパー（GMS）

#### イオン

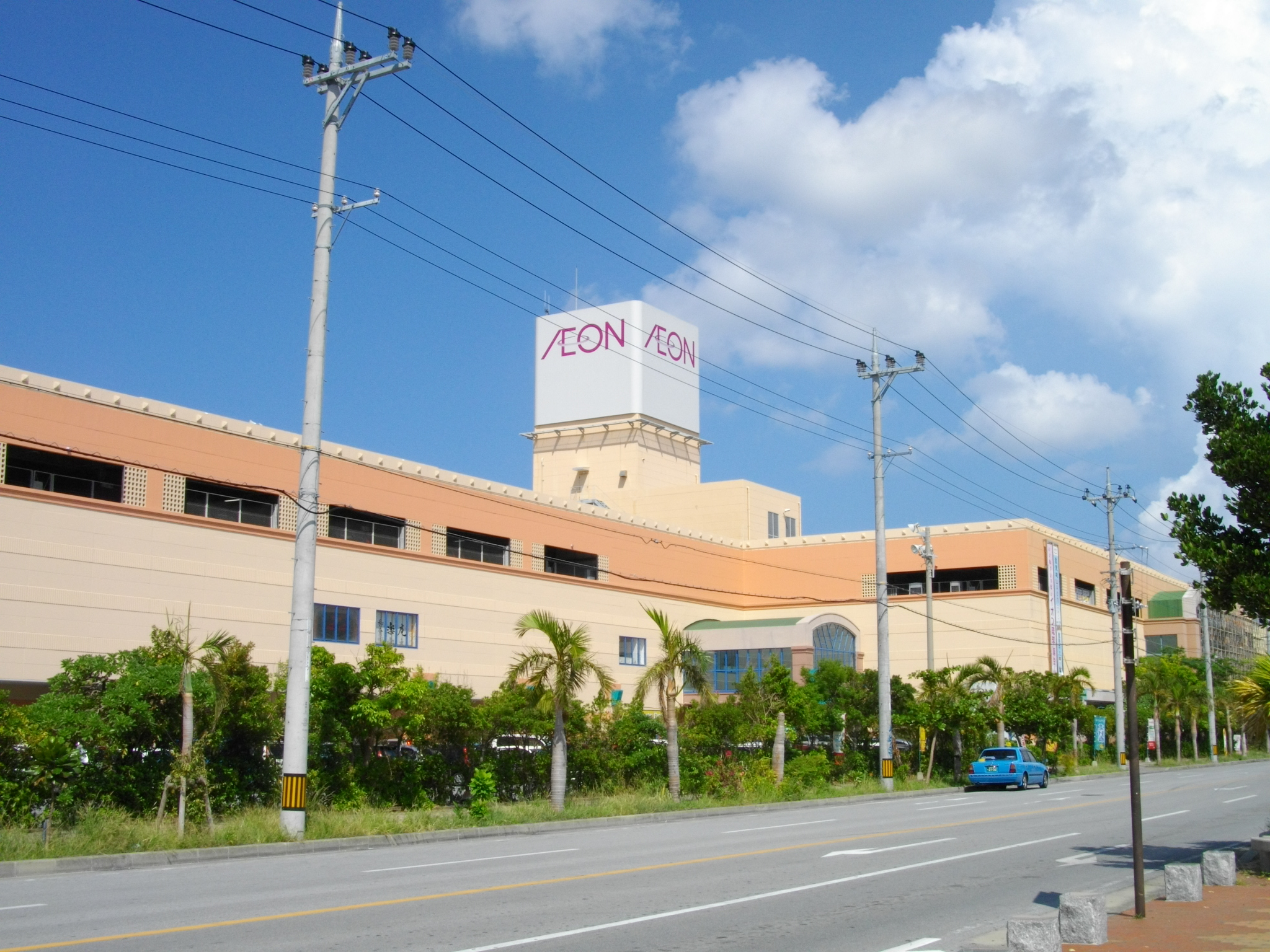
イオン北谷ショッピングセンター
（イオン北谷店）

イオングループが国内及び海外で「イオン」の店舗名で展開している総合スーパー（GMS）であり、食料品と衣料品、日用品等を扱う総合店舗。当初は「ジャスコ」の店舗ブランドで展開していたが、2011年に「イオン」に改称した。イオン琉球では5店舗を展開しており、それぞれ同社が運営するショッピングセンターの核店舗となっている。
なお、那覇店は屋上のサイン看板が設置されている他の地域の赤色ベースの「イオン」と異なり、白地ベースのロゴになっている。
また、沖縄科学技術大学院大学（OIST）のキャンパス内に出店しているOIST店は海外製品をメインとした食料品、日用品、一般用医薬品に特化したコンビニエンスストアに近い小型業態となり、OISTの関係者（学生・教授など）だけでなく来訪者も利用可能である（なお、イオン琉球の店舗情報サイトには掲載されておらず、OISTのサイト内に掲載されている）。

#### イオンスタイル
イオングループが2014年以降に展開するファミリー向けの業態。イオン琉球ではライカム、豊崎、てだこ浦西駅前、ひやごんの4店舗を展開しており、そのうちライカムと豊崎はそれぞれイオンモール沖縄ライカム、イーアス沖縄豊崎の核店舗として入居、てだこ浦西駅前とひやごんは路面店となっている。ライカムでは食料品と衣料品、日用品等を扱う総合店舗であるが、豊崎では食料品中心、てだこ浦西駅前とひやごんは食料品や日用品中心と特定の品目に特化した構成となっている。

### スーパーマーケット（SM）

#### マックスバリュ

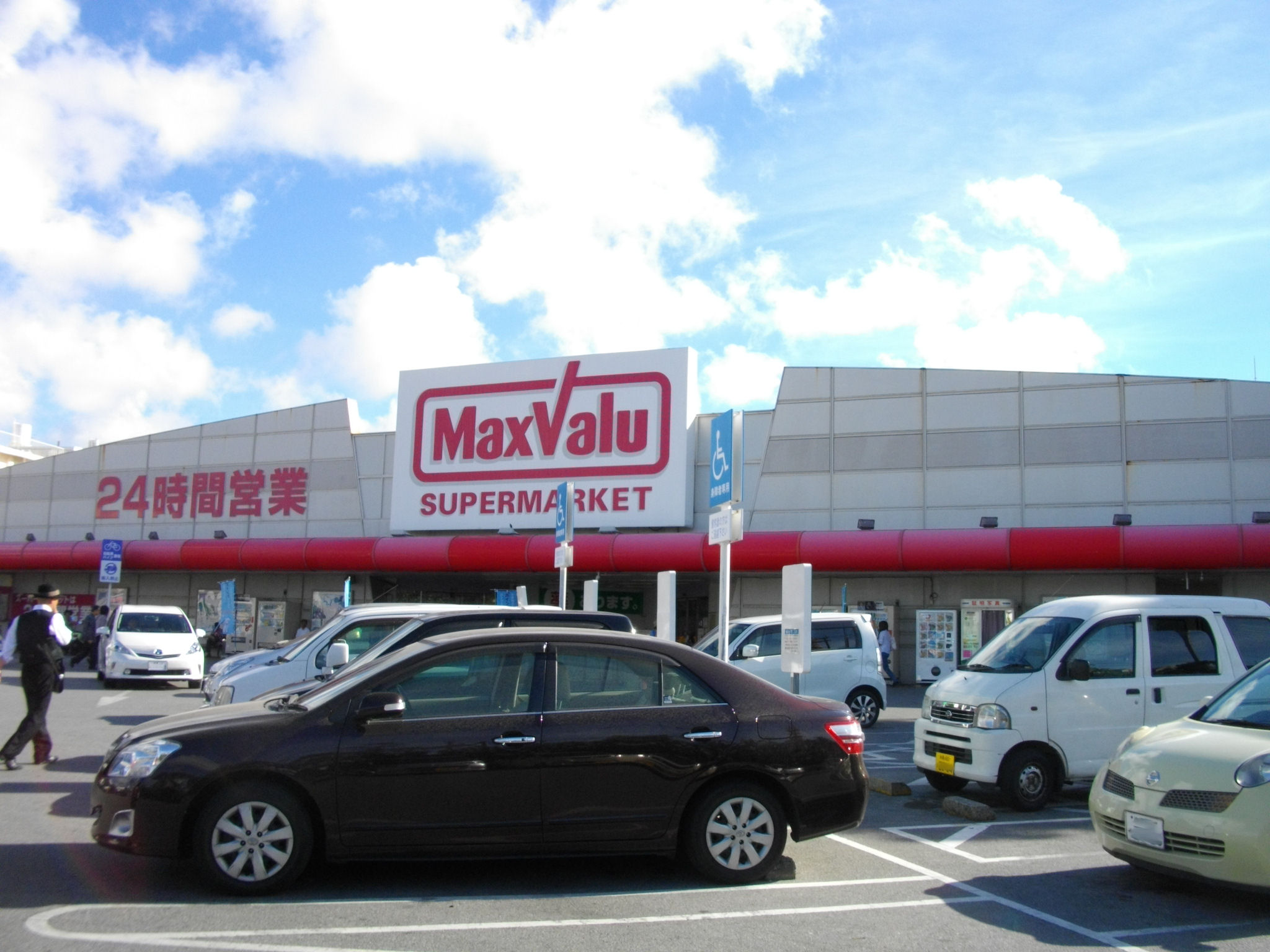
マックスバリュ安謝店（イオンタウン安謝の核店舗、那覇市安謝）

イオングループが国内及び海外で「マックスバリュ」の店舗名で展開しているスーパーマーケット（SM）店舗。イオン琉球では31店舗（南部12店舗、中部11店舗、北部2店舗、宮古島2店舗、石垣島4店舗）を展開しており、このうちの15店舗は前身である「プリマート」からの転換店舗（移転に伴う転換を含む）である。また、一部店舗は「イオンタウン」の敷地内にある。
1号店は安謝店であり、開業当初は「マックスバリュー」名義かつ初代ロゴマークであった。2012年頃からの新店舗やリニューアルを機に、「AEON」ロゴを配したマイナーチェンジ版のロゴマーク（表記上は「AEON MaxValu」）に転換が進められている。

### ザ・ビッグ/ザ・ビッグエクスプレス

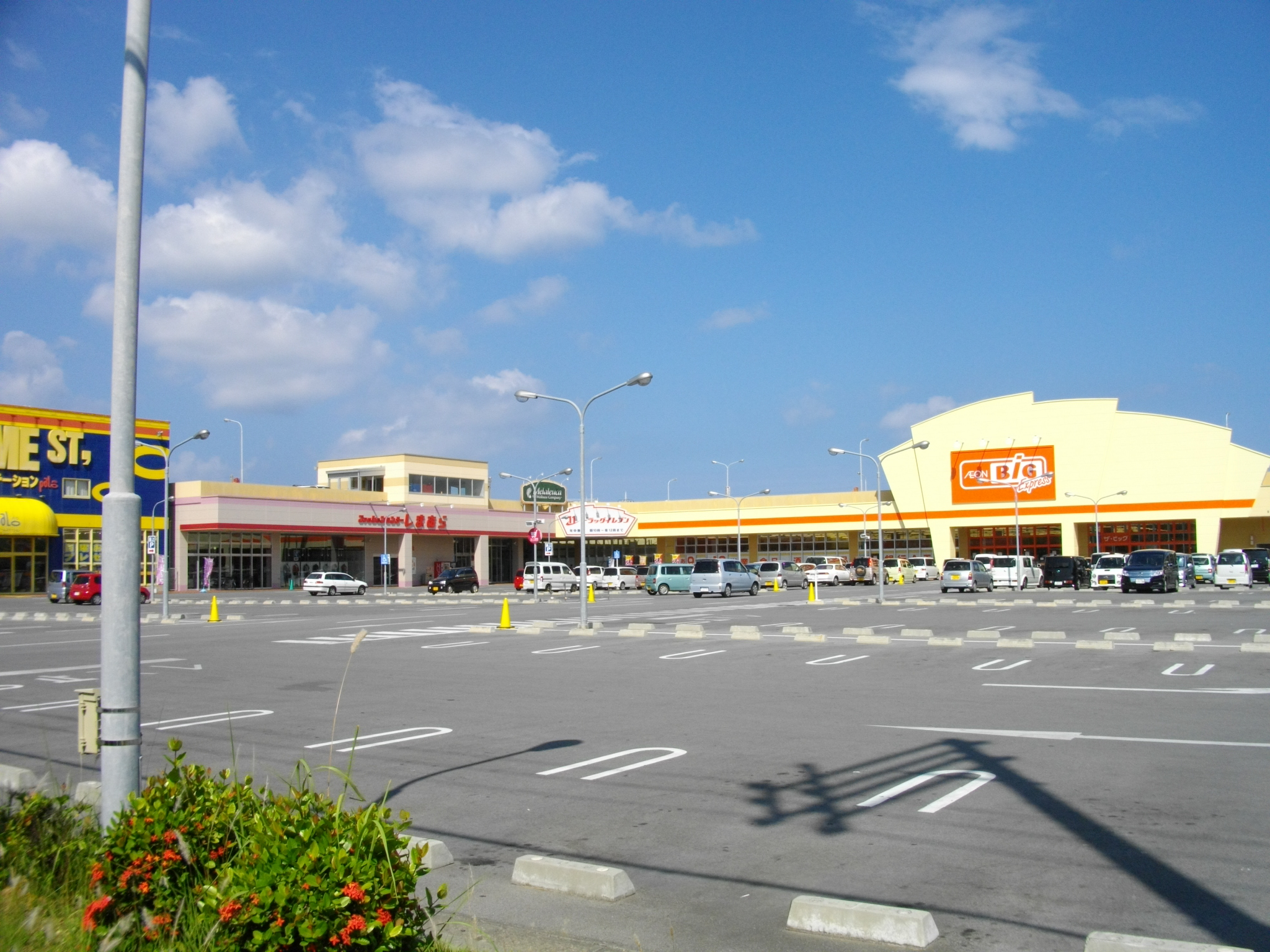
ザ・ビッグエクスプレスはにんす宜野湾店
（宜野湾市）

元々はマックスバリュ西日本（2008年当時、現在のフジ）の独自業態として展開していたディスカウントストア店舗である。イオン琉球では9店舗を展開しており、つかざん店と名護店を除く7店舗は「マックスバリュ」からの転換店舗（うち4店舗は開店当初「プリマート」だった店舗）、田場店、都屋店を除く7店舗は都市型小型店舗の「ザ・ビッグエクスプレス」である。
沖縄県1号店である西原店は開業当初、マックスバリュ東北（2008年当時、現在のイオン東北）が運営する店舗同様、中黒がつかない「ザ ビッグ」名義だったが、沖縄県2号店のエクスプレス小禄店以降に開業した店舗は他のマックスバリュ運営会社が運営する店舗同様に中黒入りの「ザ・ビッグ」名義となり、同時に3代目ロゴマークとなった。さらに、エクスプレスはにんす宜野湾店以降に開業した店舗は左側に「AEON」ロゴを配したマイナーチェンジ版のロゴマーク（表記上は「AEON BIG」）となっている。西原店に関しても2011年12月の改装オープン時に「ザ・ビッグエクスプレス」に名称変更した ことで、店舗ブランド名義・ロゴマーク共に統一された。
名護店はマックスバリュなご店内へ移転の為空き店舗となった旧サンキ名護店跡に居抜き出店した店舗である。

### イオンドラッグ・イオン薬局
「イオンドラッグ」は2018年4月に新たな業態として開始したドラッグストア。デイリーコンビニエンス商品の品揃えを充実し、公共料金収納代行サービスの実施やイオン銀行ATMの設置など、コンビニエンスストアの機能を備えた「コンビニドラッグ」をコンセプトとしている。
2024年6月時点で、豊見城店、泡瀬店（2018年7月14日開店）、古島店（2018年11月17日開店）、牧志店（2019年7月27日開店）、安謝店（2019年8月3日開店）、とよみ店（2019年12月7日開店）、座喜味店（2020年5月15日開店、マックスバリュ座喜味店敷地内の別棟に同時開業）、伊祖店（2020年7月23日開店）、都屋店（2021年6月27日開店）、武富店（2023年7月1日開店）、みどり町店（2023年10月20日開店）、もとぶ店（2024年2月16日開店）、宮古西里店（2024年4月27日開店、マックスバリュ宮古西里店に隣接）の13店舗を展開している。
なお、牧志店と安謝店は「マックスバリュ」内に、とよみ店・座喜味店・武富店は「イオンタウン」内に、都屋店は「ザ・ビッグ」内に、もとぶ店は「ザ・ビッグエクスプレス」内にそれぞれ出店しており、安謝店・とよみ店はドラッグ専門業態となる。
前述したように、座喜味店は「イオンドラッグ」に加え、同じ「イオンタウン」のクリニック棟内にある調剤薬局「イオン薬局」も展開している。「イオン薬局」については、単独店舗である座喜味店だけでなく、イオン那覇店、イオン南風原店、イオンスタイルライカムにも店舗内調剤薬局として出店している。
なお、「イオンドラッグ」は2022年10月時点で同社のみの独自業態であり、店舗展開も沖縄県のみである。